# Catedrala Învierea Domnului (Smolnîi)
Catedrala Învierea Domnului (Smolnîi), cunoscută, de asemenea, sub numele de catedrala Smolnîi, face parte din ansamblul arhitectural al mănăstirii Smolnîi, care este situat pe malul stâng al râului Neva, la Sankt-Petersburg. Este un edificiu religios resfințit din nou pentru cultul ortodox în 2009 (după ce fusese desacralizat în perioada sovietică), folosit, de asemenea, începând cu anul 1990, ca sală de concerte de muzică clasică.

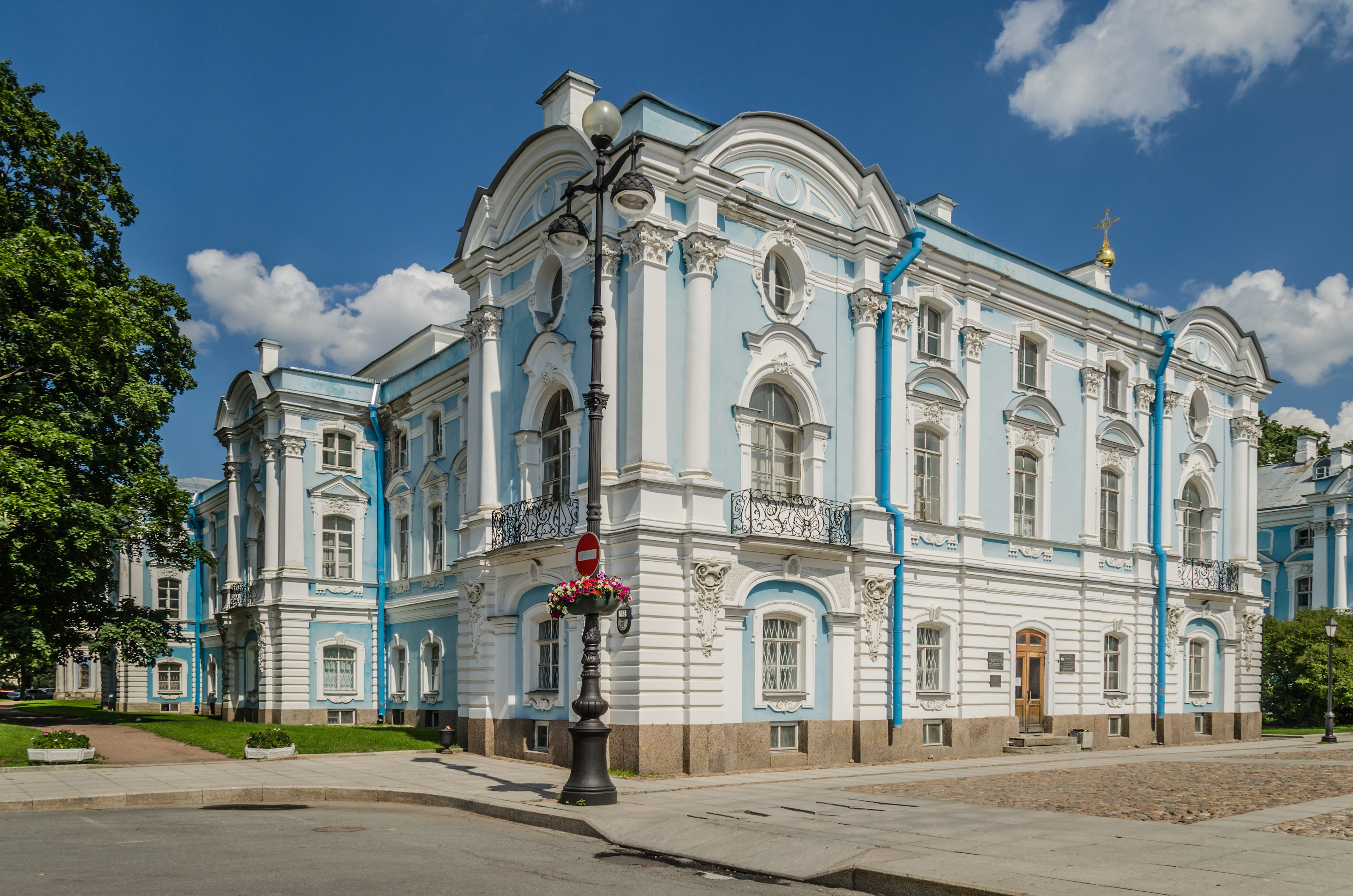
Mănăstirea Smolnîi.

## Istoric
În 1730, Elisabeta Petrovna, fiica lui Petru cel Mare și al Ecaterinei I-a și moștenitoare a tronului imperial, dar înlăturată de la succesiune din rațiuni politice, a hotărât la vârsta de 21 de ani că-și va petrece ultimii ani din viață în liniște la o mănăstire, înconjurată de 120 de fete tinere. Viitoarea împărăteasă a Rusiei a decis să construiască o mănăstire pe locul unde se afla „casa Smolnîi”, palatul în care își petrecuse tinerețea. 
Complexul mănăstiresc urma să fie alcătuit dintr-o biserică, un turn clopotniță și un institut pentru educarea fetelor provenite din familii bogate. Elisabeta l-a ales ca arhitect pe Bartolomeo Rastrelli. Acest arhitect italian a coordonat construirea palatului Ecaterinei de la Țarskoe Selo și multe alte clădiri din orașul Sankt-Petersburg: Palatul de Iarnă, Palatul Peterhof etc. și era, de asemenea, specialist în domeniul arhitecturii religioase pe care a reînnoit-o complet. El a abandonat arhitectura austeră a bisericilor din timpul lui Petru cel Mare, care îi amintea de bisericile din Olanda. De asemenea, el a renunțat la folosirea pe acoperiș a săgeților străine de tradiția rusă, preferând revenirea la tradiția cupolelor aurite. 
Depășind rivalitățile de succesiune la tron, Elisabeta a devenit împărăteasă în 1741. Ea a continuat proiectul de construire a mănăstirii și pe 30 octombrie 1748 a fost organizată o ceremonie grandioasă pentru punerea pietrei de temelie. Începând din 1749 activitatea a fost coordonată de Christian Knobel, arhitect care colaborase anterior cu Rastrelli. În jurul anului 1751 lucrările pregătitoare și fundația erau finalizate. Construcția bisericii putea începe, dar Războiul de Șapte Ani cu Prusia a dus la reducerea fondurilor alocate bisericii și la încetinirea lucrărilor. Începând din 1762 arhitectul Georg Friedrich Veldten a preluat coordonarea lucrărilor. Deschiderea Institutului pentru fete de nobili a avut loc pe 27 iunie 1764. Împărăteasa Elisabeta murise cu doi ani mai înainte.
Institutul Smolnîi a avut o importanță deosebită în istoria Rusiei. Clădirea sa a servit inclusiv ca sediu central al lui Lenin și al bolșevicilor în timpul Revoluției din 1917. Finalizarea catedralei a avut loc sub conducerea arhitectului Vasili Stassov în 1835; interiorul este decorat într-un stil neo-clasic.
În 20 aprilie 1922 regimul bolșevic decretase confiscarea tuturor proprietăților bisericești. Hotărârea de închidere a catedralei Smolnîi a fost luată de autoritățile bolșevice în 1923, dar a fost pusă în aplicare opt ani mai târziu, în 1931. Cu toate acestea, iconostasul catedralei a fost demontat mult mai târziu, în 1972. Spre deosebire de multe alte edificii religioase din Sankt Petersburg, catedrala Smolnîi nu a mai fost deschisă cultului religios. În anul 1990 biserica a fost deschisă publicului ca sală de concerte, funcțiune pe care o mai îndeplinește și astăzi.
În 24 mai 2009 episcopul Amvrosie Ermakov de Gatcina, vicar al Mitropoliei de Sankt Petersburg și Ladoga, a celebrat un Te Deum în catedrală, după o lungă perioadă de timp în care nu mai fuseseră oficiate acolo slujbe religioase. Apoi, în 2010, catedrala a fost din nou deschisă pentru închinare. Deschiderea solemnă a catedralei a avut loc la 7 aprilie 2010, în sărbătoarea Bunei Vestiri, la 87 de ani după confiscarea ei de către guvernul bolșevic. Slujba a fost celebrată de mitropolitul Vladimir Kotliarov de Sankt-Petersburg și Ladoga. Catedrala Maicii Domnului din Kazan din Sankt Petersburg a oferit un altar vechi pentru această liturghie. Pentru această zi, a fost instalată în spatele altarului o icoană a Maicii Domnului, copie a tabloului realizat de Aleksei Venețianov și păstrat la Muzeul de Stat al Rusiei. Începând de atunci, partea de sud a catedralei a fost deschisă duminica în mod regulat. În zilele de 6 și 7 ianuarie 2011 a avut loc în catedrală, pentru prima dată din 1917, celebrarea slujbei de Crăciun.
În 2010, cu ocazia aniversării a 175 de ani de la sfințirea catedralei, a avut loc o ceremonie oficială. Monetăria Statului a emis o medalie care să amintească de această ocazie.

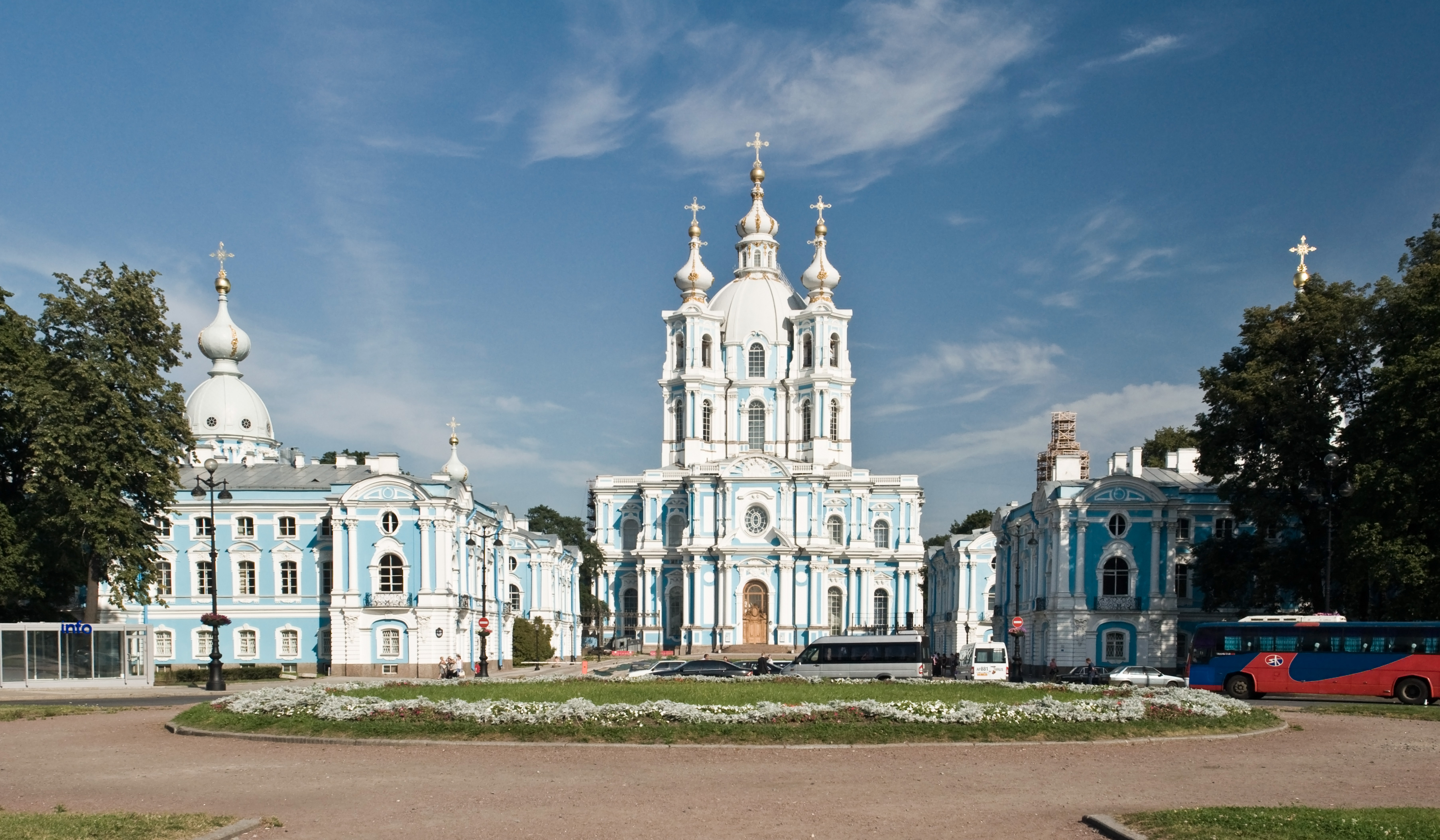
Catedrala Smolnîi

### Proiectul turnului clopotniță
Potrivit machetei mănăstirii Smolnîi (păstrată la Muzeul Academiei Ruse de Arte Frumoase din Sankt-Petersburg) trebuia să fie construit un turn de cinci etaje, înalt de 140 de metri. Turnul clopotniță al mănăstirii Smolnîi ar fi depășit cu 18 metri în înălțime pe cel de la catedrala Sfinții Petru și Pavel din Sankt Petersburg și ar fi fost unul dintre cele mai mari din Europa, dacă nu chiar cel mai mare din acel moment. Primul nivel (parter) al turnului ar fi fost un arc de triumf în special pentru intrarea alaiului în mănăstire și în cele trei etaje superioare urmau să se afle clopotele. Turnul clopotniță ar fi fost încoronat cu un mic turnuleț cu trei ferestre rotunde și o cruce.
Cu toate acestea, se pare că mănăstirea Smolnîi a rămas fără turnul clopotniță chiar prin voința lui Rastrelli și nu din cauza lipsei de bani. Construcția turnului a fost întreruptă în anul 1756, înainte de intrarea Imperiului Rus în Războiul de Șapte Ani, deci este posibil ca arhitectul să-și fi dat seama că s-a înșelat și nu a păstrat decât aspectul dominant al clădirii catedralei. Alte alegeri arhitecturale sunt, de asemenea, absente din macheta mănăstirii.

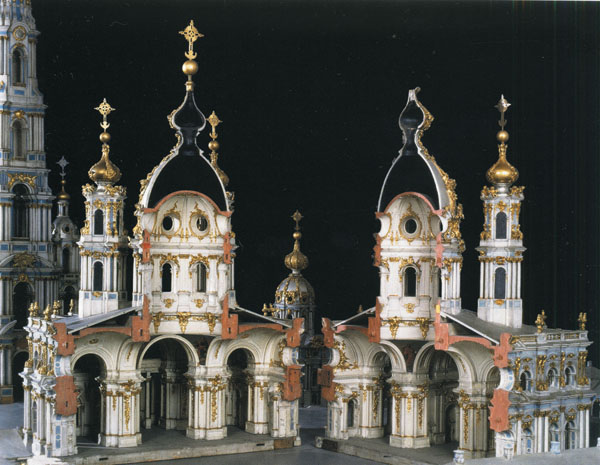
Macheta mănăstirii Smolnîi
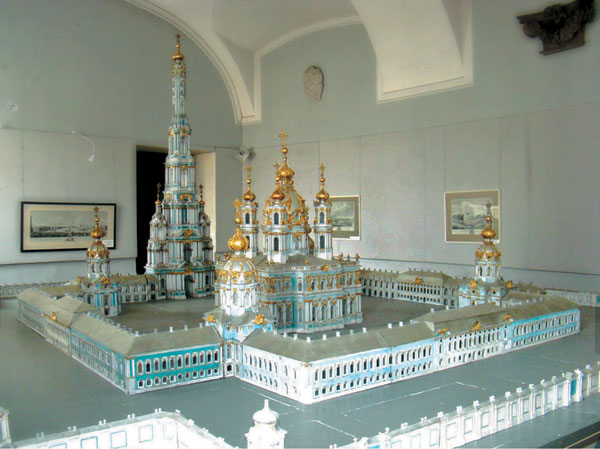

## Arhitectură
Planul mănăstirii este în formă de cruce greacă, cu catedrala în centru și patru biserici mici în cele patru colțuri. Înălțimea clădirii este de 93,7 metri. Construită într-un somptuos stil baroc din epoca împărătesei Elisabeta, ea include, de asemenea, elemente arhitecturale precum lucarne, un fronton sculptat, ziduri văruite în culoarea albastru deschis și cupola gri. Această catedrală cu 5 cupole este realizată într-un mod neobișnuit.
Rastrelli planificase inițial construirea unei catedrale cu o singură cupolă precum catedralele europene, dar împărăteasa Elisabeta a cerut ca planul să fie realizat potrivit criteriilor obișnuite ale arhitecturii ortodoxe, adică cu cinci cupole. În cele din urmă, catedrala a fost construit așa cum a cerut împărăteasa, dar o singură cupolă domină clădirea, iar celelalte patru sunt mici turnuri clopotniță. Cupola centrală este ridicată pe un tambur și, prin mărimea sa, este semnificativ mai importantă decât cele mici. Ea are o formă de cască, fiind încoronată de un lanternou surmontat de o turlă în formă de bulb de ceapă, ceea ce necesită o bază de dimensiuni mari. Cele patru turnuri-clopotniță sunt identice, au forme concave și două etaje; acoperișul de la al doilea etaj are formă de bulb de ceapă.
Fațada inferioară a catedralei seamănă mai mult cu cea a unui palat decât cu cea a unui biserici. Primul etaj, cu cele 5 părți componente ale sale care se înalță către cer este mai ușor. Soluția arhitecturală a lui Rastrelli creează iluzia unor dimensiuni neobișnuite. Pe măsură ce ne apropiem, dimensiunea catedralei pare să scadă, fără a-și pierde caracterul său majestuos.
Fără a fi întotdeauna obiectul admirației necondiționate a iubitorilor stilului baroc, arhitecții profesioniști aduc un omagiu față de creația lui B. F. Rastrelli, perfecțiunea proporțiilor și eleganța decorațiunilor. Potrivit legendei, arhitectul Giacomo Quarenghi, reprezentant al unor tendințe diferite în arhitectură, în ciuda caracterului său puțin conciliant și a faptului că el era în mod deschis ostil concepțiilor arhitectonice ale lui Rastrelli, a exclamat în fața intrării principale a catedralei Smolnîi, întorcându-se către ea și scoțându-și pălăria: „Ecco una chiesa!” („Iată o biserică!”). 

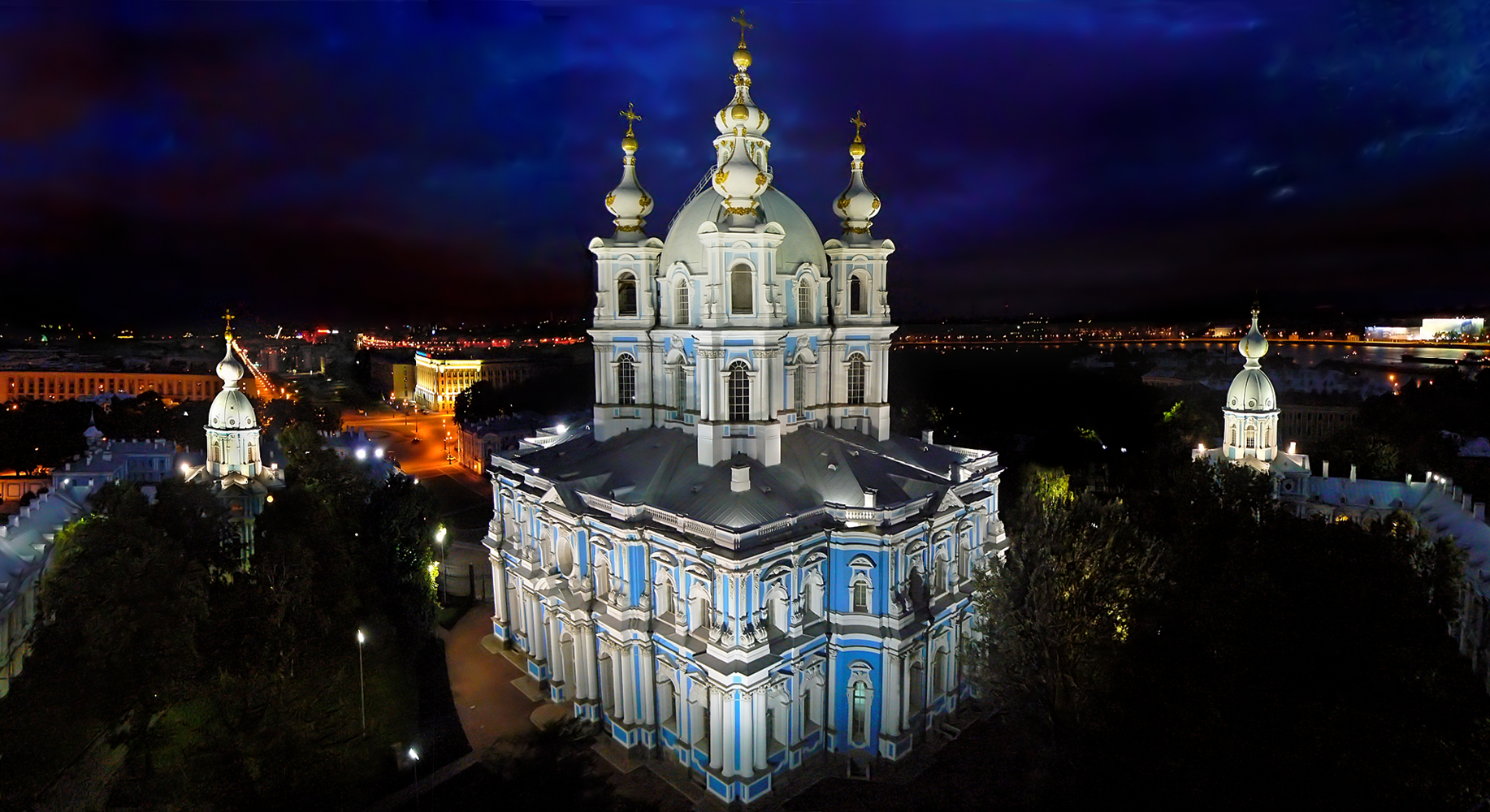
Catedrala văzută noaptea
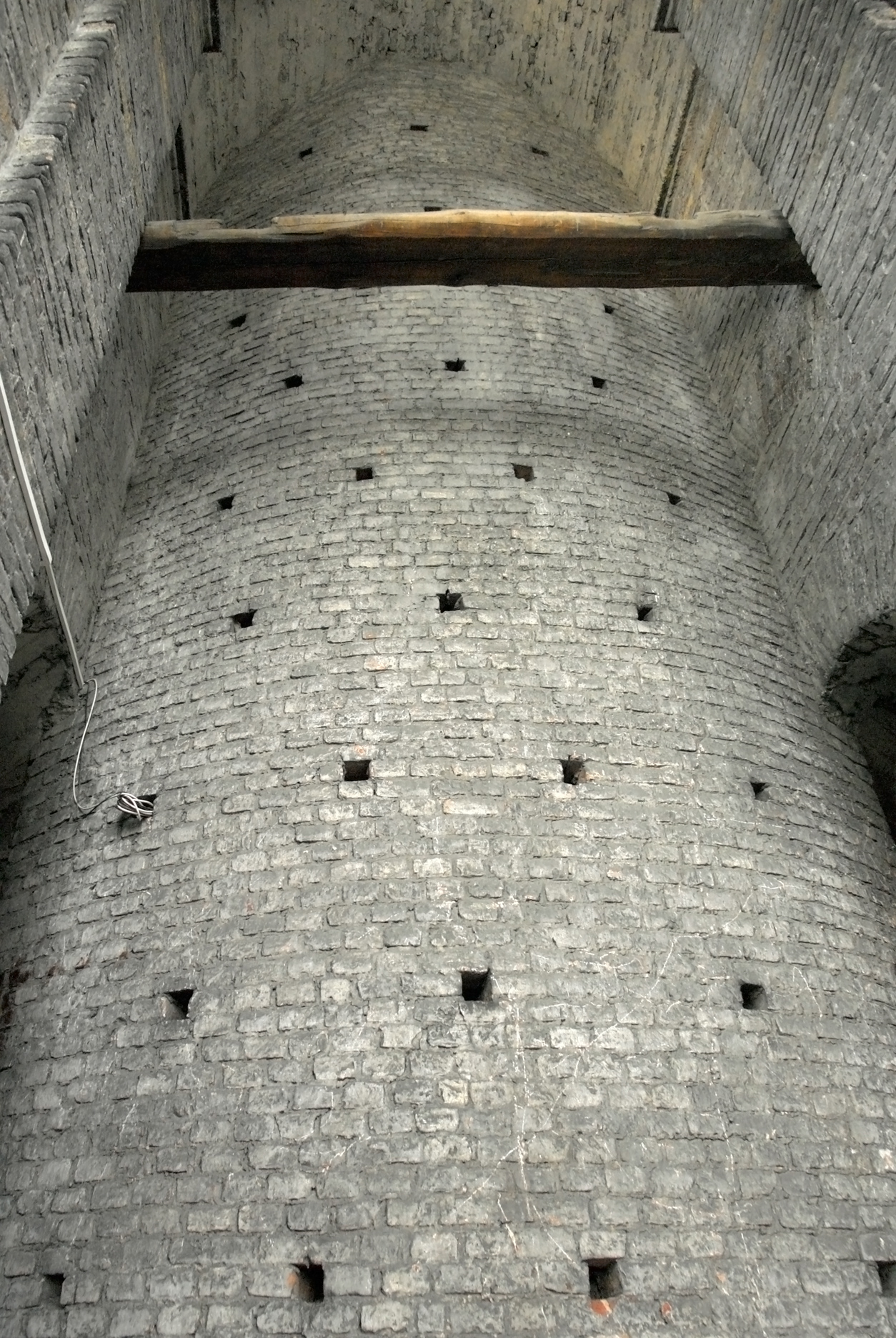
Interiorul turnului
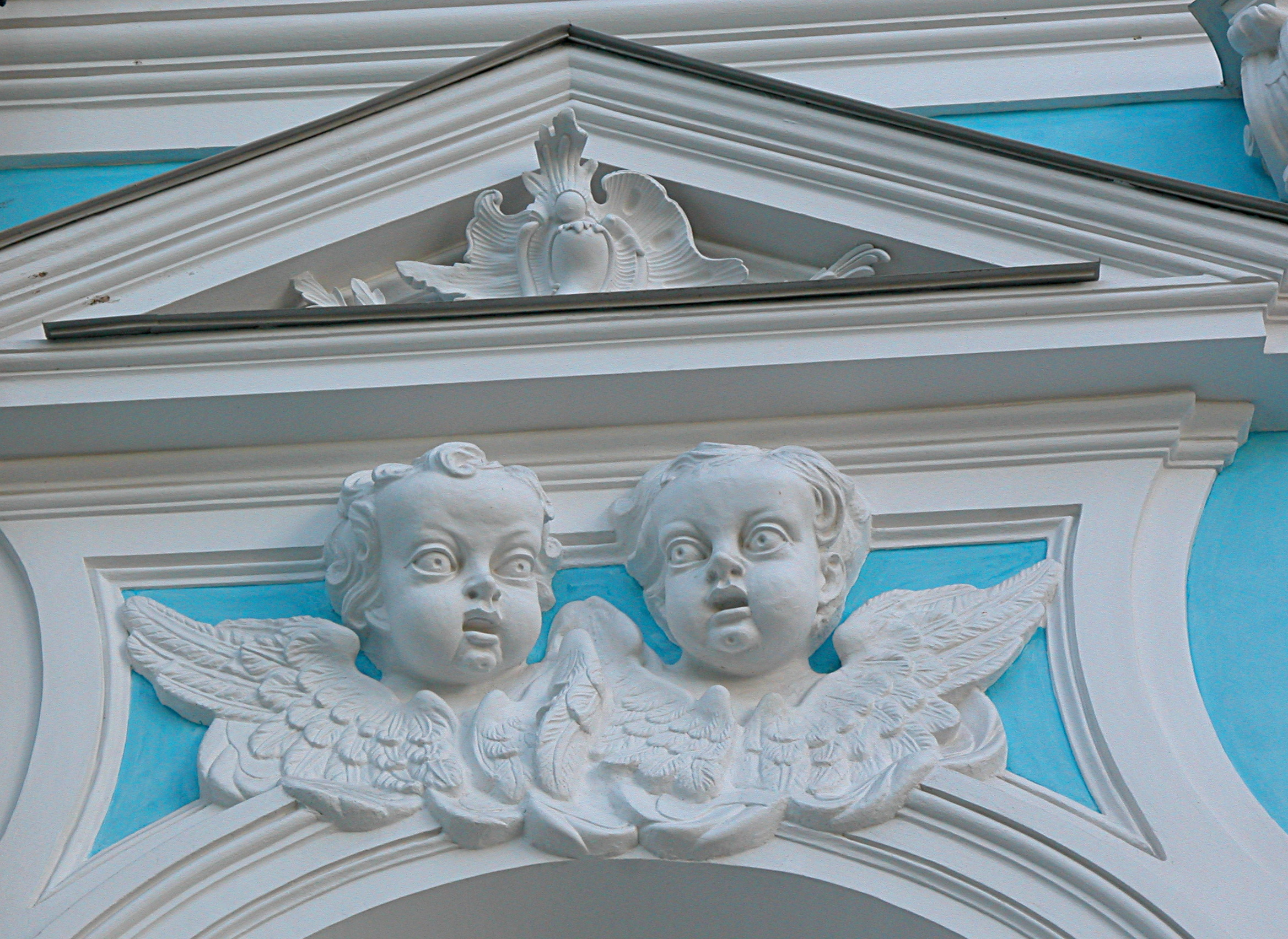
Îngeri pe fațadă

## Legături externe
- Materiale media legate de Les photos de la cathédrale la Wikimedia Commons